# 제12회 미국 배우 조합상
제12회 미국 배우 조합상은 2005년 뛰어난 활동을 보인 영화 배우를 기리기 위해 2006년 1월에 열린 시상식이다. LA, Shrine Exposition Center에서 개최되었다.

## 수상 및 후보

### 영화부문 앙상블상
- 크래쉬 - 산드라 블록 외 10인 수상
- 브로크백 마운틴 - 제이크 질렌할
- 카포티 - 필립 세이모어 호프만 외 6인
- 굿 나잇, 앤 굿 럭 - 데이빗 스트라탄
- 허슬 & 플로우 - 테렌스 하워드 외 8인

### 영화부문 여우주연상
- 앙코르 - 리즈 위더스푼 수상
- 게이샤의 추억 - 장쯔이
- 미세스 헨더슨 프리젠츠 - 주디 덴치
- 노스 컨츄리 - 샤를리즈 테론
- 트랜스아메리카 - 펠리시티 허프만

### 영화부문 남우주연상
- 카포티 - 필립 세이모어 호프만 수상
- 브로크백 마운틴 - 히스 레저
- 신데렐라 맨 - 러셀 크로우
- 굿 나잇, 앤 굿 럭 - 데이빗 스트라탄
- 앙코르 - 와킨 피닉스

### 영화부문 여우조연상
- 콘스탄트 가드너 - 레이첼 와이즈 수상
- 브로크백 마운틴 - 미셸 윌리엄스
- 카포티 - 캐서린 키너
- 준벅 - 에이미 아담스
- 노스 컨츄리 - 프란시스 맥도맨드

### 영화부문 남우조연상
- 신데렐라 맨 - 폴 지아마티 수상
- 브로크백 마운틴 - 제이크 질렌할
- 크래쉬 - 돈 치들
- 크래쉬 - 맷 딜런
- 시리아나 - 조지 클루니

### TV드라마부문 앙상블연기상
- 로스트 - 김윤진 외 16인 수상
- 클로저 - J.K. 시몬스 외 7인
- 그레이 아나토미 - 엘렌 폼페오
- 식스 핏 언더 - 로렌 앰브로스
- 웨스트 윙 - 존 스펜서 외 13인

### TV드라마부문연기상(여자)
- 그레이 아나토미 - 산드라 오 수상
- 클로저 - 카이라 세드윅
- 커맨더 인 치프 - 지나 데이비스
- 법과 질서 - 성범죄 수사대 - 마리스카 하지테이
- 미디엄 - 패트리샤 아퀘트

### TV드라마부문연기상(남자)
- 24 - 키퍼 서덜랜드 수상
- 데드우드 - 이안 맥쉐인
- 그레이 아나토미 - 패트릭 뎀시
- 하우스 M.D. - 휴 로리
- 웨스트 윙 - 앨런 알다

### 코미디부문 앙상블연기상
- 위기의 주부들 - 테리 해처 수상
- 어레스티드 디벨롭먼트 - 포티아 드 로시 외 8인
- 보스톤 리걸 - 제임스 스페이더 외 9인
- 커브 유어 인쑤지애즘 - 래리 데이빗 외 5인
- 내 사랑 레이몬드 - 레이 로마노 외 6인
- 내 이름은 얼 - 제이슨 리 외 4인

### 코미디부문연기상(여자)
- 위기의 주부들 - 펠리시티 허프만 수상
- 보스톤 리걸 - 캔디스 버겐
- 내 사랑 레이몬드 - 패트리샤 히튼
- 잡초 - 메리-루이스 파커
- 윌 & 그레이스 - 메간 멀러리

### 코미디부문연기상(남자)
- 윌 & 그레이스 - 션 헤이즈 수상
- 보스톤 리걸 - 제임스 스페이더
- 보스톤 리걸 - 윌리암 샤트너
- 커브 유어 인쑤지애즘 - 래리 데이빗
- 내 이름은 얼 - 제이슨 리

### TV영화/미니시리즈부문 연기상(여자)
- 래커워너 블루스 - S. 에파사 메커슨 수상
- 인투 더 웨스트 - 토낸진 카멜로
- 엠파이어 폴스 - 조앤 우드워드
- 엠파이어 폴스 - 로빈 라이트
- 웜 스프링스 - 신시아 닉슨

### TV영화/미니시리즈부문 연기상(남자)
- 엠파이어 폴스 - 폴 뉴먼 수상
- 엠파이어 폴스 - 에드 해리스
- Knights of the South Bronx - 테드 댄슨
- Our Fathers - 크리스토퍼 플러머
- 웜 스프링스 - 케네스 브래너

### 공로상
- 셜리 템플 수상